# El Barrio (Orense)
El Barrio (llamada oficialmente O Barrio) es una entidad de población situada en la parroquia de Cantoña, del municipio español de Paderne de Allariz, en la provincia de Orense, Galicia.

## Demografía
La entidad de población de  El Barrio no consta ni en las bases de datos del INE ni en las del IGE por lo que se desconocen los datos demográficos de la misma.